# Pontedera
Pontedera est une ville italienne de la province de Pise, dans la région Toscane, en Italie.
Sa toponymie s'explique facilement : pont sur l'Era et dans le Valdera.

## Histoire
En 1924, l'ingénieur Rinaldo Piaggio ouvre à Pontedera l'usine « Costruzione Meccaniche Nazionali di Pontedera ».

## Administration
| Période                                  | Période | Identité | Étiquette | Qualité |
| ---------------------------------------- | ------- | -------- | --------- | ------- |
|                                          |         |          |           |         |
| Les données manquantes sont à compléter. |         |          |           |         |

### Hameaux
Pietroconti, La Rotta, I Fabbri, Treggiaia, Montecastello, Santa Lucia, La Borra, Il Botteghino, Il Romito, Gello, Pardossi.

### Communes limitrophes
Calcinaia, Capannoli, Cascina, Lari, Montopoli in Val d'Arno, Palaia, Ponsacco, Santa Maria a Monte.

### Personnalités liées à la commune

#### Personnalités nées à Pontedera
- Pontedera est le lieu de naissance, aux alentours de 1290, du sculpteur et architecte Andrea Pisano.
- Gabriele Balducci (1975), coureur cycliste professionnel.
- Fabrizio Guidi (1972), ancien coureur cycliste italien actuellement directeur sportif de l'équipe Cannondale-Garmin.
- Ottaviano Tenerani, chercheur et chef d'orchestre.

#### Personnalités décédées dans la commune
- Jerzy Grotowski,  théoricien du théâtre, mort à Pontedera le 14 janvier 1999.